# Рехштайнер, Мартин
Ма́ртин Рехшта́йнер (нем. Martin Rechsteiner; род. 15 февраля 1989, Альтштеттен, Санкт-Галлен) — лихтенштейнский футболист, защитник.

## Карьера

### Клубная
Играл за различные команды из Лихтенштейна, выступающие в низших лигах Швейцарии: «Шан», «Бальцерс», «Эшен/Маурен» и «Тризен», а также за «Вадуц», представлявший Челлендж-лигу.
Дважды из-за постоянных проблем с травмами прерывал профессиональную карьеру. Служит в самеданской полиции.

### В сборной
С 2007 по 2010 годы вызывался в молодёжную сборную Лихтенштейна, с 2008 по 2019 — в основную сборную.

## Достижения
- Обладатель Кубка Лихтенштейна: 2010, 2011